# We Don’t Wanna Put In
We Don't Wanna Put In – singel gruzińskiego zespołu Stephane & 3G, napisany przez Stephane'a Mgebriszwiliego, wokalistę grupy, i Bibiego Kwaczadzego, wydany w 2009 roku.
Utwór miał reprezentować Gruzję podczas 54. Konkursu Piosenki Eurowizji, wygrywając w lutym finał krajowych eliminacji. Tekst piosenki wzbudził jednak kontrowersje, bowiem zawierał nawiązania polityczne do wojny w Osetii Południowej i rosyjskiego premiera Władimira Putina, czym naruszył jeden z punktów regulaminu imprezy mówiący o tym, że żadna piosenka konkursowa nie może zawierać politycznych odniesień w swoim tekście. Europejska Unia Nadawców (EBU), główny organizator konkursu, wymogła na autorze słów zmianę tekstu piosenki, na co zespół zareagował rezygnacją z udziału w widowisku.

## Lista utworów
CD Maxi-single (EP)
1. „We Don't Wanna Put In” (Original Radio Mix) – 2:54
2. „We Don't Wanna Put In” (7th Heaven Radio Mix) – 3:07
3. „We Don't Wanna Put In” (7th Heaven Club Mix) – 7:28
4. „We Don't Wanna Put In” (7th Heaven Dub) – 7:28